# Mansuroğlu
Mansuroğlu fou un clan dels principals del Kanat de Crimea. Se suposa que eren d'ascendència nogai probablement amb origen en Mansur, fill d'Edigu. Ali Beg de la tribu mansur fou el principal suport d'İslâm II Giray. Aquest clan va acabar integrat a la tribu mangut.